# Flagge Marylands

Flagge Marylands

Die Flagge des US-Bundesstaats Maryland wurde im Jahr 1904 offiziell angenommen.

## Beschreibung
Die Flagge Marylands ist die einzige Flagge eines US-Bundesstaats, die ein Wappenbanner ist. Sie basiert auf dem Siegel und den Farben des Hauses von George Calvert, 1. Baron Baltimore und ist gebildet aus den Wappen der Familien Calvert und Crossland, aus denen das Wappen des Lord Baltimore bestand, dem Gründer und einstigen Besitzer der Kolonie.
Jeder Zweig der Familie wird durch zwei Viertel der Flagge repräsentiert.

Crossland Banner (inoffizielle Staatsflagge Marylands während des Sezessionskriegs)
Flagge Baltimores
Siegel Marylands

## Trivia
In einer 2001 durchgeführten Internet-Abstimmung der North American Vexillological Association wurde diese Flagge unter den zehn besten Flaggen der US-Bundesstaaten und der kanadischen Provinzen auf den vierten Platz gewählt.